# Крістіан Ансальді
Крістіан Ансальді (ісп. Cristian Ansaldi; нар. 20 вересня 1986, Росаріо) — аргентинський футболіст, захисник італійської «Парми».

## Клубна кар'єра
Вихованець клубу «Ньюеллс Олд Бойз». У 2005 році він став гравцем першої команди, а в аргентинській Прімері дебютував 26 серпня в матчі проти «Хімнасії і Есгріми» (Хухуй) (0:0). У рідному клубі Ансальді виступав до кінця 2007 року і зіграв за нього загалом 29 ігор, в яких він забив два голи (обидва в сезоні 2006/07).
У січні 2008 року перейшов у російський «Рубін» за 3,6 млн євро, підписавши з клубом п'ятирічний контракт. Грав на позиції лівого або правого захисника, про тому, що до цього ніколи не грав на місці правого захисника. 16 березня дебютував за клуб у виграшному матчі проти столичного «Локомотива» (1:0) в Москві і відразу став основним захисником «Рубіну», а в сезоні 2008 року зіграв 27 матчів, в яких він забив один гол у матчі з «Крилами Рад» (3:0) і зробив свій внесок у здобуття казанським клубом історичного першого титулу російського чемпіона. У 2009 році він знову став чемпіоном країни з «Рубіном», а наступного виграв національний Суперкубок.

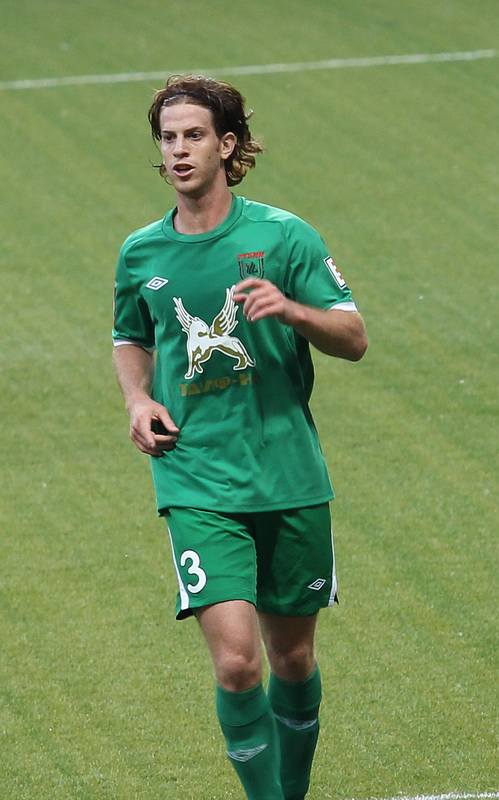
Крістіан Ансальді під час виступів за «Рубін». 2011 рік.

У червні 2010 року продовжив контракт з «Рубіном» до літа 2013 року, а у січні 2012 року — до 31 грудня 2014 року. У 2012 році він виграв Кубок і Суперкубок Росії, якій стали його останніми трофеями з клубом. 29 липня 2012 року в домашній грі проти «Аланії» Крістіан провів свій 100-й матч у футболці казанського клубу. Загалом за «Рубін» зіграв шість сезонів, провівши в усіх турнірах 171 матч та забивши 3 голи.
4 серпня 2013 року було оголошено про перехід Ансальді в «Зеніт» за 6 млн євро. Підписавши корнтракт на 4 роки, 17 серпня 2013 року дебютував за «Зеніт» в чемпіонаті Росії і вразив ворота махачкалінського «Анжі». Тим не менш у перший сезон в новому клубі не був основним гравцем, зігравши лише 9 ігор в Прем'єр-лізі, хоча і провів чотири гри в Лізі чемпіонів, але його клуб посів третє місце на груповому етапі і не вийшов у плей-оф.
28 липня 2014 року Ансальді прибув у розташування мадридського «Атлетіко» для проходження медичного обстеження. Спершу передбачалося, що гравець перейде в іспанський клуб за 7 млн євро, однак у підсумку клуби домовилися про річну оренду. Дебютував за новий клуб у матчі Суперкубка Іспанії проти «Реал Мадрид», вийшовши на заміну на 64 хвилині замість Гільєрме Сікейри. Матч закінчився внічию 1:1, а у другій грі, в якій Ансальді на поле не виходив, «матрасники» перемогли 1:0 та здобули трофей. У складі іспанського гранда Крістіан Ансальді також не став основним і в чемпіонаті Іспанії провів лише сім матчів за сезон, зокрема і через травми.
У червні 2015 повернувся до розташування «Зеніту», вигравши наступного місяця з командою Суперкубок Росії, вийшов на 120-ій хвилині гри за цей трофей проти московського «Локомотива» і реалізував свій післяматчевий пенальті.
31 серпня був відданий в оренду в італійський клуб «Дженоа» до кінця сезону. Він дебютував у Серії А 28 жовтня, у матчі проти «Торіно» (3:3) і за сезон зіграв 24 матчі у чемпіонаті Італії. Після закінчення терміну оренди «Дженоа» викупив трансфер гравця, після чого перепродав футболіста в міланський «Інтернаціонале», що було частиною угоди по переходу Дієго Лаксальта у зворотньому напрямку.
Невдовзі після приєднання до міланського клубу аргентинець зазнав травми зв'язки і протягом декількох тижнів залишався без гри. Дебютував за клуб 29 вересня 2016 року в матчі групового етапу Ліги Європи проти празької «Спарти» (1:3). Завершив свій перший сезон в «Інтернаціонале», зробивши 26 виходів на поле у всіх змаганнях, у тому числі 21 у Серії А, і заробивши вилучення під час матчу проти «Палермо» (1:0).
У перших двох турах Серії А нового сезону 2017/18 Ансальді залишався поза основою, після чого 31 серпня був відданий в оренду на 2 сезони з обов'язком подальшого викупу за 4 млн євро в «Торіно». Дебютував за новий клуб 20 вересня 2017 року в грі проти «Удінезе» (3:2), а свій перший гол за клуб забив 31 березня 2018 року в зустрічі проти «Кальярі» (4:0). Протягом п'яти сезоні відіграв за туринську команду 126 матчів в національному чемпіонаті, відзначившись 9 забитими голами.
19 серпня 2022 року на правах вільного агента уклав однорічну угоду з друголіговою італійською ж «Пармою».

## Виступи за збірну
У листопаді 2009 року був запрошений до збірної Аргентини. Дебютував на основну збірну 15 листопада 2009 року у товариському матчі проти Іспанії (1:2), провівши на полі 90 хвилин і заробивши жовту картку. 12 листопада 2014 року забив свій перший гол у ворота збірної Хорватії, товариська гра закінчилася перемогою Аргентини (2:1).
У складі збірної — учасник чемпіонату світу 2018 року в Росії.
| Дата       | Місто     | Господарі | Результат | Гості      | Турнір           | Голи | Примітки |
| ---------- | --------- | --------- | --------- | ---------- | ---------------- | ---- | -------- |
| 14-11-2009 | Мадрид    | Іспанія   | 2 – 1     | Аргентина  | товариський матч | -    | 41'      |
| 5-6-2011   | Варшава   | Польща    | 2 – 1     | Аргентина  | товариський матч | -    |          |
| 6-2-2013   | Стокгольм | Швеція    | 2 – 3     | Аргентина  | товариський матч | -    | 60'      |
| 12-11-2014 | Лондон    | Аргентина | 2 – 1     | Хорватія   | товариський матч | 1    | 77'      |
| 18-11-2014 | Манчестер | Аргентина | 0 – 1     | Португалія | товариський матч | -    | 30' 73'  |
| Усього     |           | Матчів    | 5         |            | Голів            | 1    |          |

## Титули і досягнення
- Чемпіон Росії (2):

«Рубін»: 2008, 2009
- Володар Кубка Росії (1):

«Рубін»: 2011–2012
- Володар Суперкубка Росії (3):

«Рубін»: 2010, 2012
«Зеніт»: 2015
- Володар Суперкубка Іспанії (1):

«Атлетіко»: 2014

### Особисті
- У списку 33 найкращих футболістів чемпіонату Росії (3): № 1 (2009); № 2 (2008, 2012)

## Особисте життя
За словами Ансальді, його батько почав займатися з ним футболом з 8 років. У Крістіана є брат, який молодший за нього на три роки, теж футболіст.
У грудні 2008 року одружився, дружина — Люсіла, з якою він зустрічався з юнацьких років. У них троє дітей, дві дочки-близнючки і син Майкл Крістофер.